# 穆斯科吉人
穆斯科吉人，又称克里克人（Creek）、穆斯科吉克里克人（Muscogee Creek）、穆斯科吉克里克联盟（Muscogee Creek Confederacy），是與美國東南林地相關的一個美洲原住民群體。他們的內名是姆斯科克人（Mvskoke）。他們傳統上居住在今日田納西州南部，整個阿拉巴馬州，佐治亞州西部和佛羅里達州北部的一部分。
大部分克里克人原本的人口在1830年代被強行遷離了他們的祖地，經過「血淚之路」搬到了印第安領地（今俄克拉荷馬州）。部分克里克人為了逃離歐洲的侵占，於1797年和1804年在路易斯安那州和德克薩斯州建立了兩個小部落領土，並且延續至今。另一個馬斯科吉克里克聯盟的小分支成功留在阿拉巴馬州，成為今日的波阿里派克里克人。
大量的克里克人在大約1767年到1821年之間進入了佛羅里達州並與當地部落通婚，成為塞米諾爾人。他們正在逃離歐洲定居者的衝突和侵占。大多數塞米諾爾人都同樣被迫遷到俄克拉荷馬州，並居留至今，不過佛羅里達州塞米諾爾部落和佛羅里達州米科蘇基印第安部落的祖先拒絕搬遷。這兩個部落於20世紀得到美國聯邦政府的認可，並一直留在佛羅里達。
多數這些現代分支，派系和部落的相應語言，全部都是與克里克語密切相關的變種。所有這些都屬於穆斯科格語族的東穆斯科格語支。所有這些語言在大多數情況下都是能互通的。尤奇族现在是“穆斯科吉（克里克）国”的一部分，但他們的語言是孤立語言，不與任何其他語言有關。
克里克人的祖先受到了密西西比文化的影響，他們在800年—1600年建造了複雜的城市和周圍的衛星城鎮（郊區）網絡，圍繞著巨大的土墩，部分可媲美埃及金字塔。部分城市在人口上比起後來的歐洲人殖民城市還要多。密西西比社會建基於有組織的農業、跨大陸貿易、鑄銅業、手工業、狩獵和宗教。早期西班牙探險家在16世紀中訪問東南的密西西比文化部落時接觸了克里克人的祖先。
克里克人是首批被美國早期政府官方認可「文明化」的美國原住民，透過喬治·華盛頓的文明化計劃。他們接受了西方文明，成為了最早發動變革的部族之一。在19世紀，克里克人被視為文明五部落的一員，因為據說他們從近期到來的歐裔美國人鄰居之中融入了不少文化和先進行為。實際上，克里克人的聯邦城市文明已經發展了至少900年，有著複雜而有條理的農耕和市鎮規劃。
鄧斯克瓦塔瓦對1811年大彗星的解讀，以及1811年—1812年的大地震，讓部分保守派的克里克人認為是西方文明引發的不詳徵兆。在他們的唆使下，加上肖尼族酋長特庫姆塞的支持，上鎮的克里克人積極抵抗歐裔美國人侵略。與下鎮之間的分歧導致了克里克內戰（1813年—1814年）。正巧的是，1812年英國開始入侵美國。於是，兩派克里克人分別加入了美國和英國的陣營並互相攻伐。1812年戰爭之中，反歐裔的北方克里克成為了英國盟友，而南方克里克就保持是美國盟友。當南方克里克人協助平定了北方克里克人的叛亂，將軍安德鲁·杰克逊伺機以此叛亂為由向全體克里克人開戰。這讓馬斯科吉克里克聯盟變得衰弱，也被迫割地給美國。
在1830年代的印第安人遷移政策中，大多數克里克人被迫遷入印第安領地。克里克部落國、阿拉巴馬州-夸薩蒂部落鎮、基里亞吉部落鎮，以及Thlopthlocco部落鎮，全部部落都位於俄克拉荷馬州，並獲聯邦認可。此外，阿拉巴馬州波阿里派克里克人、路易斯安那州的考沙塔部落和得克薩斯州的阿拉巴馬州-考沙塔部落都得到聯邦認可。原本由克里克難民組成的塞米諾爾人，到了今天有三個聯邦政府認可部落：俄克拉荷馬州塞米諾爾部落國、佛羅里達州塞米諾爾部落和佛羅里達州米科蘇基印第安部落。

## 歷史

### 接觸前時期

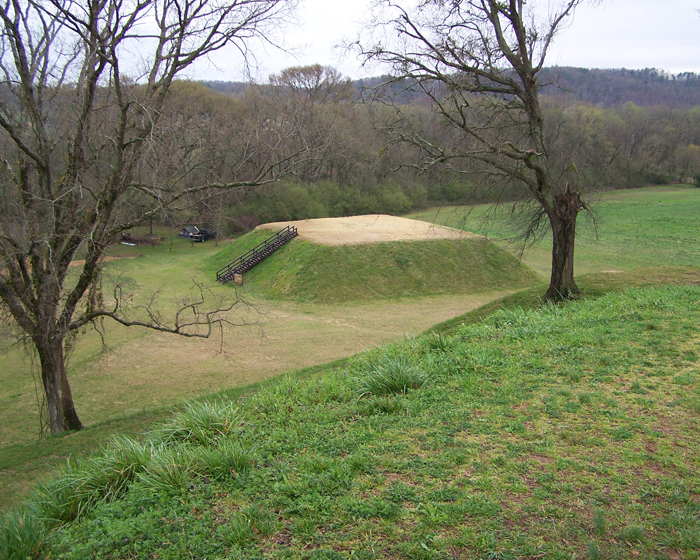
佐治亞州卡特斯維爾的埃托瓦印第安土堆，是接觸前密西西比文化的遺址，約公元1000–1550年由克里克人的祖先所盤踞。

最少在12000年以前，古印第安人已經居住在美國南部。東南面的古印第安人是狩獵及採集者，利用著廣泛的動物，包括在更新世末期絕種的巨型動物。在前11世紀至公元11世紀之間的疏林时代，當地人發展了陶器和「東部農業園區」（Eastern Agricultural Complex）的小型園藝。
隨著中美洲培育出玉米，收成過盛和人口爆炸使密西西比文化興起。人口密度增加使城市中心和區域性酋邦崛起。分層社會發展了起來，有著代代相傳的宗教及政治精英。這文化於公元800年至1500年在今天的美國中西部、東部和東南部地區蓬勃發展，尤其是在沿著密西西比河及其主要支流的地方。
克里克人的先祖是密西西比文化在田納西河的後裔，分佈於今天田納西州、阿拉巴馬州和佐治亞州。他們或許與佐治亞州中部的Tama印第安人有關聯。克里克祖先流傳下來的口頭傳統說，他們的民族從密西西比河以西的地方向東遷移，最終定居在奧克姆吉河的東岸。他們在那裡與其他原住民派系戰爭，例如奧吉奇族（Ogeech）、瓦波族（Wapoo）、桑蒂族、雅瑪西族、烏蒂納族、伊科范族（Icofan）、帕蒂坎族（Patican）等等，直到最後成功克服他們。
16世紀中葉，當西班牙探險家從墨西哥灣沿岸首次進入內陸時，密西西比人的許多政治中心已經衰落或被荒廢。對該地區最好的描述，就是一群中等規模的原住民酋邦（例如庫薩河上的庫薩酋邦），散佈著完全自治的村莊和部落群體。最早的西班牙探險家接觸密西西比文化晚期的村莊和酋邦，是從1513年4月2日，胡安·庞塞·德莱昂登陸佛羅里達開始。1526年卢卡斯·瓦斯克斯·德·艾利翁在南卡羅萊納的探險中據記載也接觸了這些人。
接觸前的克里克人在他們的文化中沒有私有財產的概念。土地被看作公用，大多數資源也被看作公用，例如獵人所得的大形動物。他們的統治手法就是在派系長老之間達成共識。人口密度極度分散。
它們逐漸受到與歐洲人的互動和貿易的影響：交易或出售鹿皮以換取諸如步槍或酒之類的歐洲商品。其次，西班牙人敦促他們確定領導人來進行談判；他們並沒有政府的意識。:19–37

### 西班牙遠征（1540年–1543年）

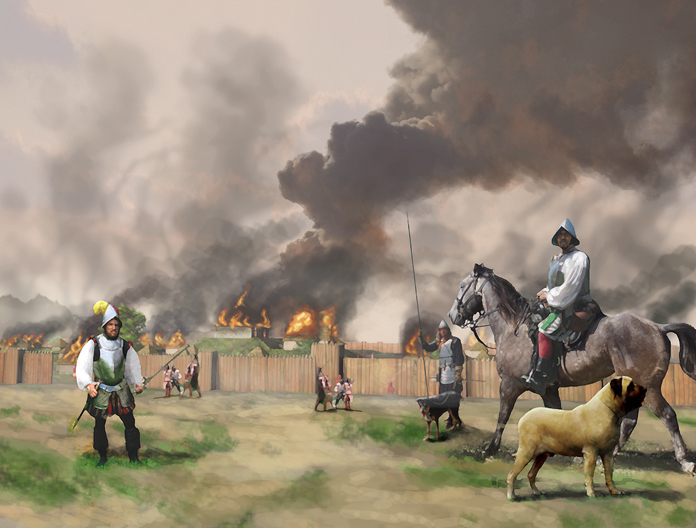
1540年，埃爾南多·德·索托與他的士兵焚毀馬比拉，就在酋長塔斯卡盧薩和他的人展開奇襲之後；由Herb Roe所繪, 2008年

在卡韦萨·德·巴卡從多災多難的纳尔瓦埃斯远征活下來，於1537年回到西班牙後，他告訴朝延，埃爾南多·德·索托說過美國是「世界上最富裕的國家」。西班牙探險家及征服者埃爾南多·德·索托是帶領第一次深入北美大陸遠征的人。德·索托相信當地的財富，於是希望卡韦萨·德·巴卡去遠征當地，但因為付款糾紛所以卡韦萨·德·巴卡拒絕了。從1540年到1543年，德·索托探索了今佛羅里達州和佐治亞州，然後西去到達阿拉巴馬和密西西比地區。當地居住著歷史上的克里克原住民。德·索托帶了一支全副武裝的部隊。他吸引了許多來自不同背景的新兵，去加入在美洲尋求財富的旅途。當德·索托的殘暴行徑為原住民所知以後，他們決定保衛他們的領土。酋長塔斯卡盧薩（Tuskaloosa）帶著他的人參與馬比拉戰役（Battle of Mabila），但戰役以原住民戰敗作結。但是，這場勝利給西班牙戰團造成了巨大的損失，包括物資供應、人員傷亡和士氣折損。從此遠征就不了了之。

### 馬斯科吉聯盟的崛起
由於歐洲人在不知不覺中傳播了對於克里克人來說是全新的地方性傳染病，西班牙遠征導致了天花和麻疹的流行，並在土著人民中造成很高的死亡率。17世紀和18世紀，殖民者在東南部進行的印第安奴隸貿易加劇了這些人命傷亡。當倖存者和後裔重新聚集時，馬斯科吉或克里克聯盟作為說馬斯科吉語的人的鬆散聯盟而產生。
今天的整個田納西州、佐治亞州和阿拉巴馬州，都分佈著馬斯科吉人。他們生活在河谷的自治性村莊中，講各種相類似的摩斯科格語。希奇蒂语是當時佐治亞州使用最廣泛的語言。但因為希奇蒂语的講者是最早被白人移居者逼遷的人，人們分散了而導致該語言消亡了。
馬斯科吉語的分佈由查特胡奇河到阿拉巴馬河。夸薩蒂語和阿拉巴馬語分佈於阿拉巴馬河谷上游和沿著一部分田納西河。馬斯科吉是一個由尤奇族、夸薩蒂族、阿拉巴馬族、庫薩族、塔斯基吉族、考維塔族、刻西塔、奇霍（Chiaha）、希奇蒂族、圖卡巴奇族、Oakfuskee等族群組成的聯盟。
他們基本的社會單位是城鎮（idalwa）。阿比卡（Abihka）、庫薩（Coosa）、圖卡巴奇（Tukabatchee）和考維塔（Coweta）是聯盟的「四个母镇」。傳統上，刻西塔和考維塔派系被視為克里克國的最早成員。下鎮（The Lower Towns），是指沿著查特胡奇河、弗林特河和阿巴拉契科拉河，以及再東面沿著奧克穆爾基河和奧康妮河的區域，包括考維塔、刻西塔（Kasihta；科菲切奇）、上奇霍（Chiaha）、希奇蒂族、奧康妮、奧克姆吉（Ocmulgee）、Okawaigi、阿帕拉契族、雅瑪西族（阿爾塔馬哈）、Ocfuskee、索沃里（Sawokli）和塔瑪利（Tamali）。

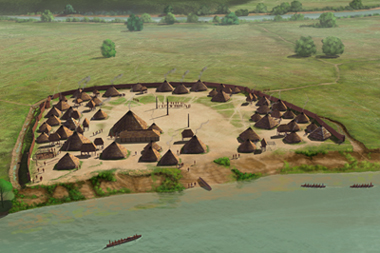
原史國王遺址，在1500年代中期佔領

上鎮（The Upper Towns），是指沿著庫薩河、塔拉普薩河和阿拉巴馬河的區域，分別是圖卡巴奇族、阿比卡，庫薩（在西班牙探險期間是東田納西和北佐治亞州的主要居民）、伊達瓦（Itawa，埃托瓦印第安土堆的原始居民），霍特里瓦希（Hothliwahi ；烏利巴哈里 Ullibahali）、希里比（Hilibi）、尤福拉人、瓦科凱（Wakokai）、阿塔西（Atasi）、阿拉巴馬族、夸薩蒂族（他們吸收了Kaski / Casqui和Tali）和塔斯克基（Tuskegee，de Luna編年史中的“Napochi”）。
馬斯科吉社會最重要的領袖是「mico」，即村酋長。眾mico要領軍打仗以及代表他們的村莊，但只有在他們可以說服他人同意他們的決定的情況下才擁有權威。Mico與他們的助手「micalgi」，即次酋長，以及各個顧問協助管治。顧問包括二號人物「heniha」、受敬重的村長老、巫醫、以及傑出戰士「tustunnuggee」，作為首席軍事顧問。巫醫「yahola」主持各種儀式，包括提供用於淨化儀式的黑飲料。
馬斯科吉最重要的社會單位是氏族。氏族安排狩獵、分配土地、包辦婚姻和懲罰違法者。Mico的權威都要由族母——多數是女性長老——來補充。克里克人是母系社會，孩子會視作屬於母親的氏族，傳承都是依照母系。風氏家族（The Wind clan）是第一批氏族。多數的mico都屬於這氏族。

### 英西法擴張

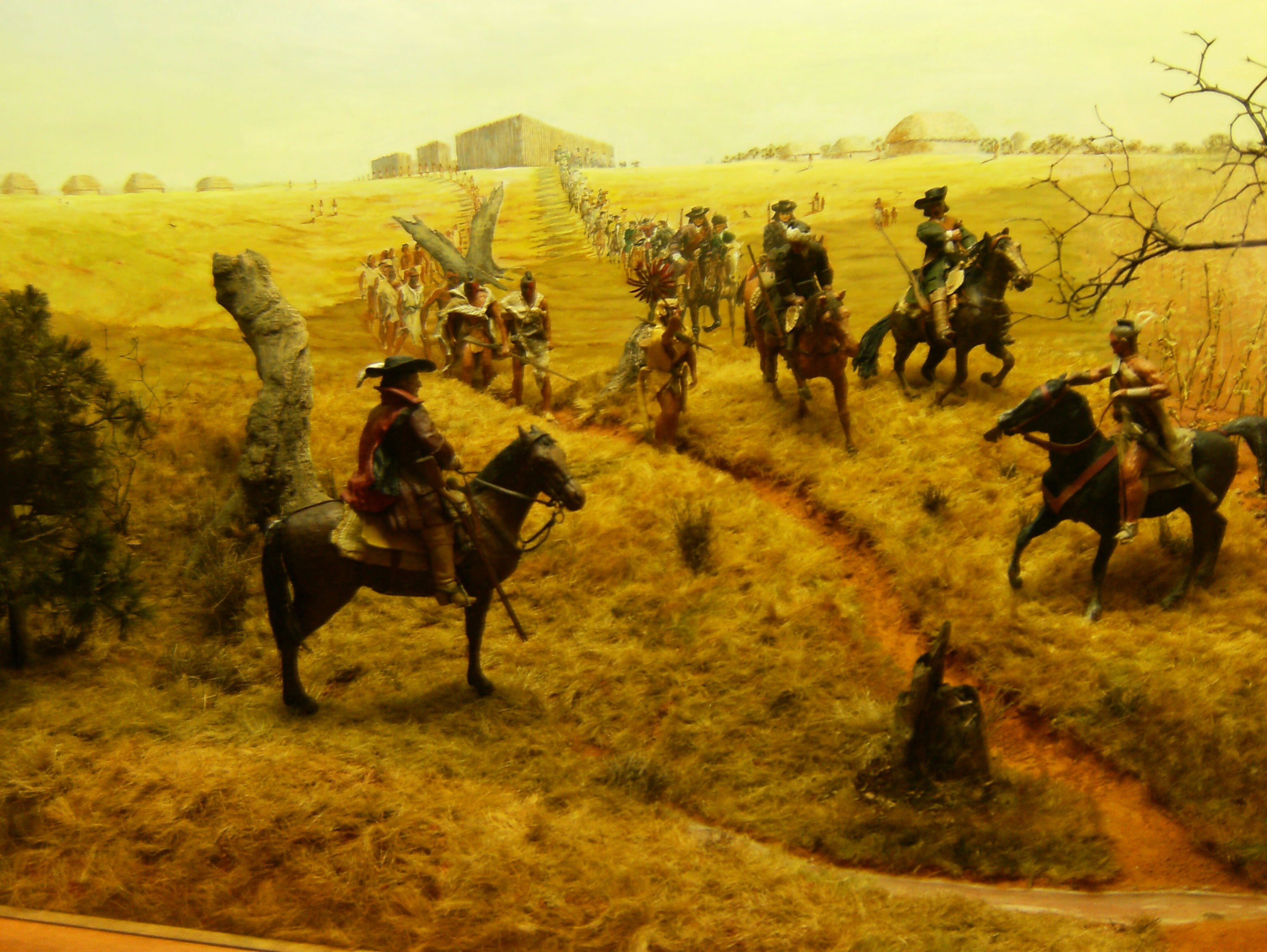
佛羅里達西班牙佈道所突擊隊經過奧克姆吉河的貿易站。

英西法三國都在今天的東南疏林建立了殖民地。西班牙建立耶穌會傳教區和相關聚居地去影響原住民。而英國和法國就熱衷於貿易多於傳教。17世紀，方濟各會進入了西屬佛羅里達並沿著阿巴拉契湾建立一系列佈道所。1670年來自巴巴多斯的英國定居者建立了查爾斯鎮（查爾斯頓），作為卡羅萊納省首府。來自卡羅萊納省的交易者向克里克人交出燧發槍、火藥、斧頭、琉璃珠、衣服和西印度冧酒以換取英國皮草業所需的白尾鹿毛皮，以及加勒比種糖所需的印第安奴隸。1685年，西班牙人和他們的“佈道印第安人”在克里克人對蘇格蘭探險家亨利·伍德沃德（Henry Woodward）表示歡迎後，沿著查特胡奇河燒毀了大部分城鎮。1690年，英國人在奧克姆吉河上建立了一個貿易站，稱為Ochese-hatchee（「溪」在當地的語言），在那裡有十二個城鎮被轉移，以逃避西班牙人並獲得英國貿易商品。「克里克」這個名稱就是來自奧切塞溪 Ochese Creek，然後擴大到指整個馬斯科吉聯盟，還包括尤奇族和納齊茲族。
1704–06年，卡羅來納省總督詹姆斯·摩爾（Col. James Moore）帶領殖民者民兵、奧切塞克里克族（希奇蒂族）和雅瑪西族戰士，去掠奪佛羅里達內陸的西班牙佈道所。他們俘獲了大約10,000名手無寸鐵的“佈道印第安人”，蒂穆夸人和阿帕拉切人，並將他們賣為奴隸。因為佛羅里達人口丟失，英國貿易者付錢給其他部落去攻打雅瑪西族並拿他們做奴隸，引起1715–17年的雅瑪西戰爭。
奧切塞克里克族站在雅瑪西族一邊，燃燒貿易站，襲擊偏遠地區的定居者，但起義軍火藥短缺，被卡羅來納民兵及其切羅基盟友鎮壓。雅瑪西族逃難到西屬佛羅里達，而奧切塞克里克族就西逃到查特胡奇河。法裔加拿大人於1702年建立了莫比爾，路易斯安那的第一個首府，並在1717年戰爭期間乘機於塔拉普薩河和庫薩河的交匯處建立圖盧茲堡，與阿拉巴馬族和夸薩蒂族做貿易。英國人擔心它們會受到法國的影響，因此重新開放了與下克里克的鹿皮貿易，對抗現為西班牙盟友的雅瑪西族。法國人煽動了上克里克突襲下克里克。1718年5月，強大的考維塔派系的mico，機敏的「皇帝」布里姆（Emperor Brim）邀請英國、法國和西班牙的代表到他的村莊，並在上克里克和下克里克領導人的陪同下宣佈馬斯科吉在他們的殖民競爭中採取中立政策。同年，西班牙人在阿巴拉契湾建造了聖馬科斯·德·阿帕拉奇（San Marcos de Apalache）要塞。1721年，英國人在奧爾塔馬霍河口建造了喬治國王堡。當三個歐洲帝國大國在馬斯科吉領土邊界建立自己的地盤時，後者的中立戰略使他們能夠保持勢力平衡。
佐治亞省始建於1732年；它的第一個定居點薩凡納於次年在河岸悬崖中成立，盤踞那裡的亞馬克勞是一個仍舊是英國盟友的雅瑪西族支派，他們允許約翰·馬斯格羅夫（John Musgrove）建立毛皮貿易站。他的妻子瑪麗·馬斯格羅夫（Mary Musgrove）是一個英國男貿易者和一個風氏家族克里克族女性所生，是「皇帝」布里姆的半個妹妹。她是佐治亞省創始人和第一任總督詹姆士·奧格爾索普的首席翻譯，利用她的關係促進克里克印第安人和新殖民地之間的和平。鹿皮貿易增長，而到了十八世紀五十年代，薩凡納每年出口高達50,000鹿皮。
1736年，西班牙和英國官員在今天的佛羅里達州建立了從奧爾塔馬霍河河到聖約翰河的中立區，為鹿皮貿易提供了本地狩獵場，並保護了西屬佛羅里達州不受英國進一步侵害。一群因雅瑪西戰爭而逃亡到查特胡奇河一帶的奧切塞人，與當地講克里克語的城鎮發生了衝突，之後就於大約1750年搬到了中立區。
在酋長塞科菲（Secoffee，綽號「牛夫」）帶領下，他們成為新一個部落聯盟的中心，塞米諾爾（Seminole），發展到包括先前雅瑪西戰爭的難民，“佈道印第安人”的殘部，以及逃亡的非裔奴隸。其名稱來自西班牙語詞彙「cimarrones」，原本指放生了的家畜。「Cimarrones」被西班牙人和葡萄牙人用來稱呼逃亡奴隸——「馬龍人（maroon）」的說法都是語言學來說由此而來——而印第安人就因為歐洲入侵者而逃亡。希奇蒂語無捲舌音「r」，所以它變成「simanoli」，最後變成「Seminole」。

### 通婚
有許多馬斯科吉族的領袖因為通婚而有英文名稱：亚历山大·麦吉利夫雷、Josiah Francis、威廉·麥金托什、彼得·麥昆、威廉·韋瑟福德、William Perryman等等。這反映英國男性與族中女性有通婚。舉一例子，印第安事務官班哲明·郝京斯娶了一名馬斯科吉女人。:9在馬斯科吉文化，未婚馬斯科吉女性的自主性在當時勝於歐洲和美國白人女性。:161–162因為是母系社會，子女的宗族是跟隨母親的。除了麦吉利夫雷，馬斯科吉混血兒一般明白馬斯科吉人的立場但偏偏與之違背。不過，很多時候他們會帶頭抵抗英國人和美國人的擴張。他們因為經常懂英語和馬斯科吉語，還懂歐洲人的文化，而成為社區領袖。他們會主導馬斯科吉政治。:236 n. 7克勞迪奧·桑特這樣描述：
與大多數克里克人和塞米諾爾人相比，這些通婚的後代在南方腹地的經濟中佔據了不同的地位。他們會是貿易商和保理人……憑藉他們的血統和成長經歷，他們與殖民地定居點有著更密切的文化、社會、語言和地理聯繫，會定期前往彭薩科拉和喬治亞州的貿易站卸貨並獲取更多貿易商品。:54
有學者指出，混血的概念凸顯了種類劃分和局部印第安血統，違背了18世紀至19世紀初東南部原住民看待宗族和身份認同的方式。

### 美國獨立戰爭
伴隨著1763年英法北美戰爭結束，法國退出了北美，而英國裔定居者就向內陸推進。不滿的原住民侵擾非官方的定居者，加上皇室政府偏袒於原住民，以及鹿皮貿易，使到這些違法定居者加入了自由之子。出於對定居者進逼的威脅，以及對歐洲貨的需求，馬斯科吉人選擇了英國一邊。但是，就如其他部落，他們陷入了派系分裂，而且大致上遠離持續戰鬥，寧願通過謹慎參與來保護自己的主權。
美國獨立戰爭期間，上克里克人是英國陣營，與酋長「拖独木舟」的奇克莫加戰士並肩作戰，在切羅基-美國戰爭對抗田納西州的白人定居者。聯軍的發起人是夸薩蒂族酋長亞歷山大·麥吉利夫雷，其父親拉克兰（Lachlan McGillivray）是蘇格蘭裔皮草贸易商和种植商，屬於保皇黨，其财产被佐治亚州没收。他的前拍檔，革命黨的蘇格蘭-愛爾蘭裔商人乔治·加尔芬（George Galphin）最初說服到下克里克人保持中立，但是在1779年薩凡納戰役後，保皇黨的威廉·麥金托什將軍領導的親英的希奇蒂族人，以及大部分的下克里克人都名義上加入了英國方。在西班牙重奪英屬西佛羅里達的過程中，馬斯科吉戰士為英國方而戰。保皇黨領袖托馬斯·布朗（Thomas Brown）帶領國王遊騎兵的一支與革命黨爭奪喬治亞州和卡羅萊納內部，國王山戰役後就策動了切羅基人洗劫北卡羅萊納州的違法定居者。他在上克里克人支援下於1780年3月攻克了奧古斯塔，但下克里克人和當地保皇黨白人的援軍一直沒有來，於是以利亞·克拉克的喬治亞州民兵於1781年又重奪了奧古斯塔。次年，一支上克里克戰隊嘗試為駐守薩凡納的英軍解圍，被“瘋子”安東尼·韋恩將軍率領的大陸軍部隊擊潰。
1783年戰爭結束後，馬斯科吉人意識到英國把他們的土地移交到了現在獨立了的美國。該年，兩位下克里克酋長，Hopoithle Miko（馴王）和Eneah Miko（胖王）把800平方英里土地（2100平方公里）割給了喬治亞州。亚历山大·麦吉利夫雷帶領泛印第安人對抗白人進逼，得到佛羅里達西班牙人的軍火，攻擊入侵者。雙語和雙文化的麦吉利夫雷致力於營造一種馬斯科吉民族主義意識並集中政治權威，但難以阻止村落領袖私下出售土地到美國。他還成為了富有的地主和商人，擁有多達六十名黑奴。
1784年，他與西班牙達成《彭薩科拉條約》，承認受喬治亞州控制的3,000,000公頃（12,000平方公里）土地屬於馬斯科吉人，確保取得控制鹿皮貿易的英國公司Panton, Leslie & Company，同時讓他成為西班牙的官方代表。1786年，圖卡巴奇的會議決定要攻打入侵馬斯科吉土地的白人定居者。部落戰士沿奧康尼河攻擊定居者，而喬治亞州動員民兵應對。麦吉利夫雷不滿於該州把他父親的種植園沒收，無意與該州談判，總統乔治·华盛顿另外派出特使馬里努斯·威利特，說服了他前往紐約市，當時的美國首都，直接與聯邦政府商討。1790年夏天，麦吉利夫雷與其他29名馬斯科吉酋長簽署了《紐約條約》，代表「由上中下克里克人和塞米諾爾人組成的克里克印第安民族」，割讓一大筆土地給聯邦政府，交出俘虜，換取聯邦承認馬斯科吉人的主權，以及承諾驅逐白人定居者。麦吉利夫雷於1793年去世。隨著軋棉機的出現，西南邊陲的白人為了成為棉花種植者垂涎著印第安土地。1795年，以利亞·克拉克率逾百人違反《紐約條約》建立短暫的「跨奥科尼共和国」（Trans-Oconee Republic）。

### 克里克-喬克托土地紛爭
1790年，馬斯科吉人與喬克托族就著諾克蘇比河附近土地發生衝突。兩族決定以球賽解決爭議。他們準備了三個月，球員和觀眾將近10000。經過一天的比賽，馬斯科吉人勝出。這釀成了一場戰鬥，兩族一直毆鬥到日落，近500人死亡，更多人受傷。

### 穆斯科吉國與威廉·鮑爾斯
威廉·奧古斯塔斯·鮑爾斯出身於馬里蘭州效忠派家庭，在14歲加入“馬里蘭效忠派营”，並於15歲進入英國皇家海軍。鮑爾斯在彭薩科拉返回他的船太晚後被控玩忽職守而被裁撤，他逃到了北方，並在查塔胡奇盆地的下克里克城鎮找到了避難所。他娶了兩個老婆，一個是切羅基人，一個是希奇蒂穆斯科吉人的酋長的女兒，後來以這段聯誼為基礎樹立在克里克人中的政治影響力。1781年，17歲的鮑爾斯帶領穆斯科吉人出戰彭薩科拉戰役。逃到巴哈馬後，他去了倫敦。他得到英王喬治三世接見，作為「克里克和切羅基族外使團長」；在英國的支持下，他返回訓練穆斯科吉人成為海盜去攻擊西班牙船隻。
1799年，鮑爾斯建立穆斯科吉國，並得到查特胡奇河克里克人和塞米諾爾人支持。他定都米科蘇基，米科蘇基湖畔的一條村，在今天塔拉哈西附近。統治者是酋長卡納切，鮑爾斯的外父和最強盟友。鮑爾斯設想下的穆斯科吉國，能涵蓋現今佛羅里達州、阿拉巴馬州、佐治亞州、北卡羅來納州和田納西州的大部分地區，並併入切羅基、上下克里克、奇克索和喬克托族。鮑爾斯的第一步就是宣佈釐訂美國與西佛羅里達州邊界的1796年《第二次聖方索條約》無效，因為它沒有諮詢印第安人。
他廢除亞歷山大·麥吉利夫雷與美西兩國簽訂的條約，要求馬上交還穆斯科吉人的土地否則宣戰，而且向喬治華盛頓的印第安事務官，得到下克里克人歡迎的班傑明·霍金斯頒布死刑。他組織了一支小型海軍，在墨西哥灣掠奪西班牙船隻，並於1800年向西班牙宣戰，短暫地奪取了貿易港口圣马科斯·德·阿帕拉奇直到被迫撤退。雖然有一支要摧毀米科蘇基的西班牙軍在沼澤迷路了，但是鮑爾斯第二次進攻圣马科斯失敗了。在歐洲停火後，鮑爾斯失去了英國支持，也遭到人們質疑。塞米諾爾人向西班牙求和。次年，下克里克的霍金斯支持者在部落大會背叛了鮑爾斯，將他交給西班牙。兩年後他在古巴哈瓦那的監獄裡去世。

### 前遷移時代（18世紀末至19世紀初）

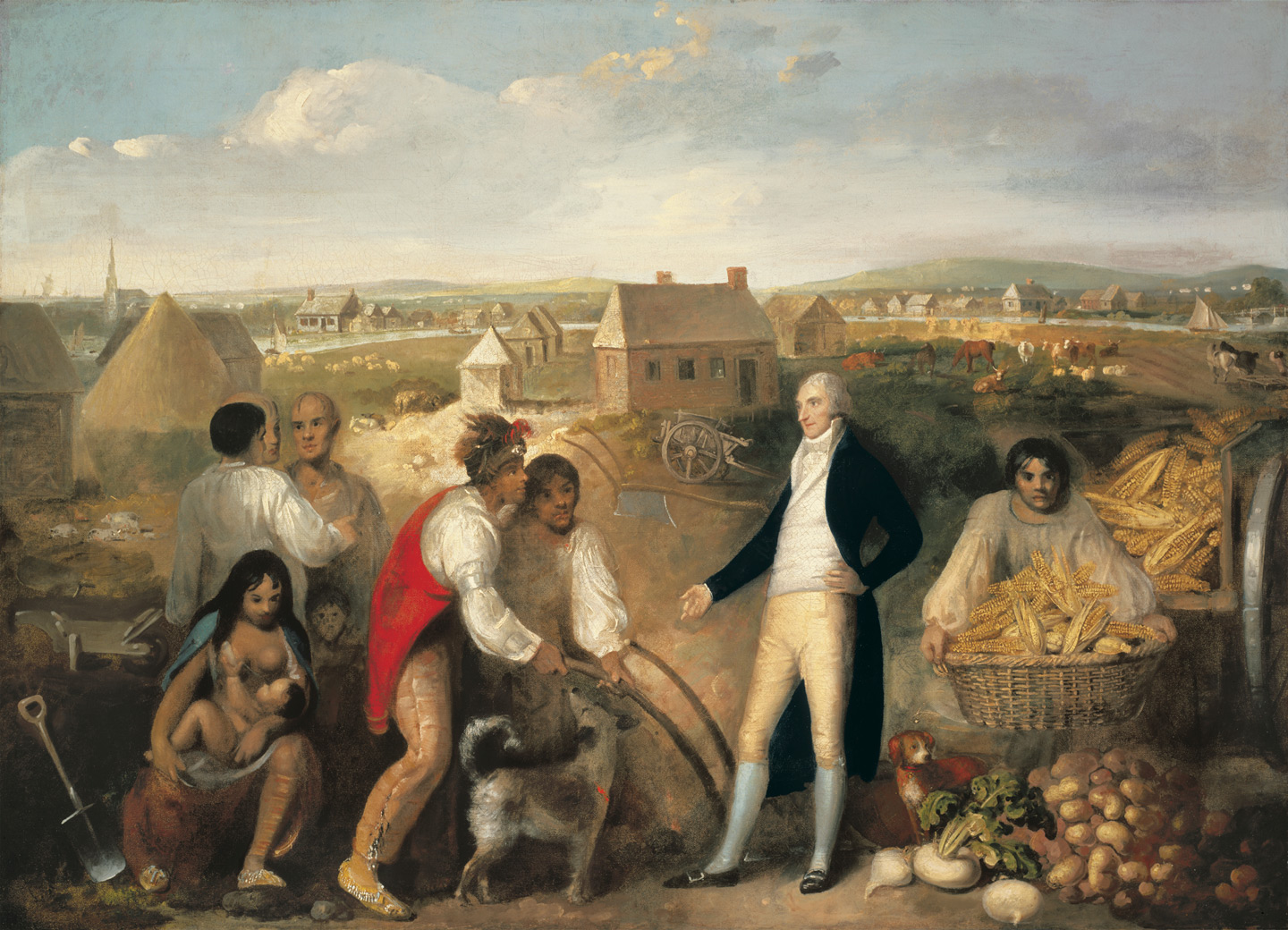
班傑明·霍金斯在他的種植園上的繪畫（1805年），向馬斯科吉克里克人教授歐洲技術

喬治·華盛頓，美國第一任總統和亨利·諾克斯，美國第一任美國戰爭部長，提出為美國原住民推動文化轉型。華盛頓相信美國原住民與他人都是平等的，但他們的社會較落後。他制定了一項政策去鼓勵「文明化」進程，並於湯馬斯·傑弗遜總統期間延續下來。 著名的歷史學家羅伯特·雷米尼（Robert Remini）寫道：“他們認為，一旦印第安人採用私有財產、建造房屋、耕種、教育他們的孩子並接受基督教，這些美洲原住民就會贏得美國白人的接受。”華盛頓的政策有六點，包括對印第安人採取英美法律；限制購買印第安人的土地；鼓勵經商；鼓勵進行文明化或改善印第安社會的試驗；總統贈送禮物的權力；與及懲罰那些侵犯印第安人權利的人。馬斯科吉人將是第一個在華盛頓的六點計劃下被“文明化”的美國原住民。切羅基、奇克索、喬克托和塞米諾爾部落的社區跟隨馬斯科吉努力實施華盛頓的文明化新政策。
1796年，華盛頓任命班傑明·霍金斯為印第安事務局General Superintendent處理俄亥俄河以南所有部落。他親自擔任馬斯科吉人的主要代理人。他搬到今天的喬治亞州克勞福德縣。他開始向部落傳授農業技術，在他弗林特河畔的家開設農場。隨時間過去，他帶入奴隸和工人，清理了數百英畝土地，並建立了磨坊和貿易站以及他的農場。
多年來，霍金斯在他的門廊上與酋長會面討論問題。他帶來定居者與部落間最長的和平時期，監督了19年和平。1805年，下克里克人割了他們奧克姆吉河以東土地給喬治亞州，但奧克姆吉老土地（Ocmulgee Old Fields，今奧克馬爾基國家歷史公園）的神聖墓地除外。他們允許一條新奧爾良至華盛頓市的聯邦公路使用他們的領土。一些馬斯科吉酋長在聯邦公路沿線收購了奴隸並建立了棉花種植園、穀物磨坊和企業。1806年，霍金斯堡建立，它建於一座山上可觀望奧克姆吉老土地，既保護擴張中的定居點，又用以彰顯美國統治。
霍金斯對克里克戰爭的爆發感到沮喪和震驚，這場戰爭摧毀了他改善馬斯科吉人生活素質的畢生工作。霍金斯目睹了他為建立和平所做的大部分工作在1812年化為烏有。有一派馬斯科吉人加入了特庫姆塞兄弟的泛美印第安運動，拒絕與白人定居者共融和接受白人文化。雖然霍金斯自己從未受攻擊，但他被迫看著馬斯科吉人的內亂發展成對美國的戰爭。

### 彗星、地震和特庫姆塞（1811年）

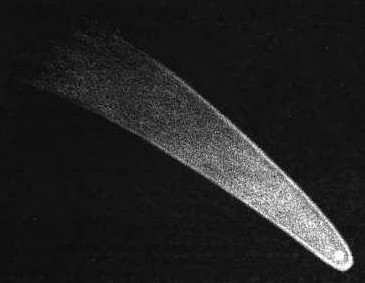
1811年大彗星，由威廉·亨利·史密斯所繪

1811年3月出現了一個大彗星。肖尼族領袖特庫姆塞，名稱意思是「流星」，前往圖卡巴奇，與馬斯科吉人宣稱大彗星預示他的來臨，又說他們會見證一個神跡證明是「大靈」派他過來。特庫姆塞離開東南方後不久，神跡以地震的形式出現。
1811年12月16日，新馬德里地震震動了馬斯科吉人的地區和中西部地區。雖然各個部落對它的詮釋有異，他們都相信這場大地震擁有神聖意義。該地震和它的餘震幫助特庫姆塞的抵抗運動，因為克里克人和其他美洲原住民部落相信這就是特庫姆塞所就的神跡，要給予肖尼族協助。
印第安人充滿了恐懼……樹木和棚屋非常地震動；在阿肯色河邊緣的冰都四分五裂；而多數的印第安人都認為“大靈”對人類十分憤怒，將會毀滅世界。——羅傑L.尼科爾斯，The American Indian

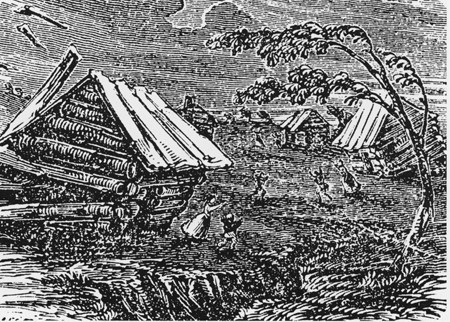
新馬德里地震被馬斯科吉人解讀為支持肖尼族反抗的理由。

加入了特庫姆塞聯盟的馬斯科吉人被稱為“紅棍”（Red Sticks）。「紅棍」名稱起源的故事各不相同，但其中一個是它們以馬斯科吉人的傳統命名，即攜帶一捆棍子，標記事件發生前的日子。漆成紅色的棍子象徵著戰爭。

### 紅棍起義

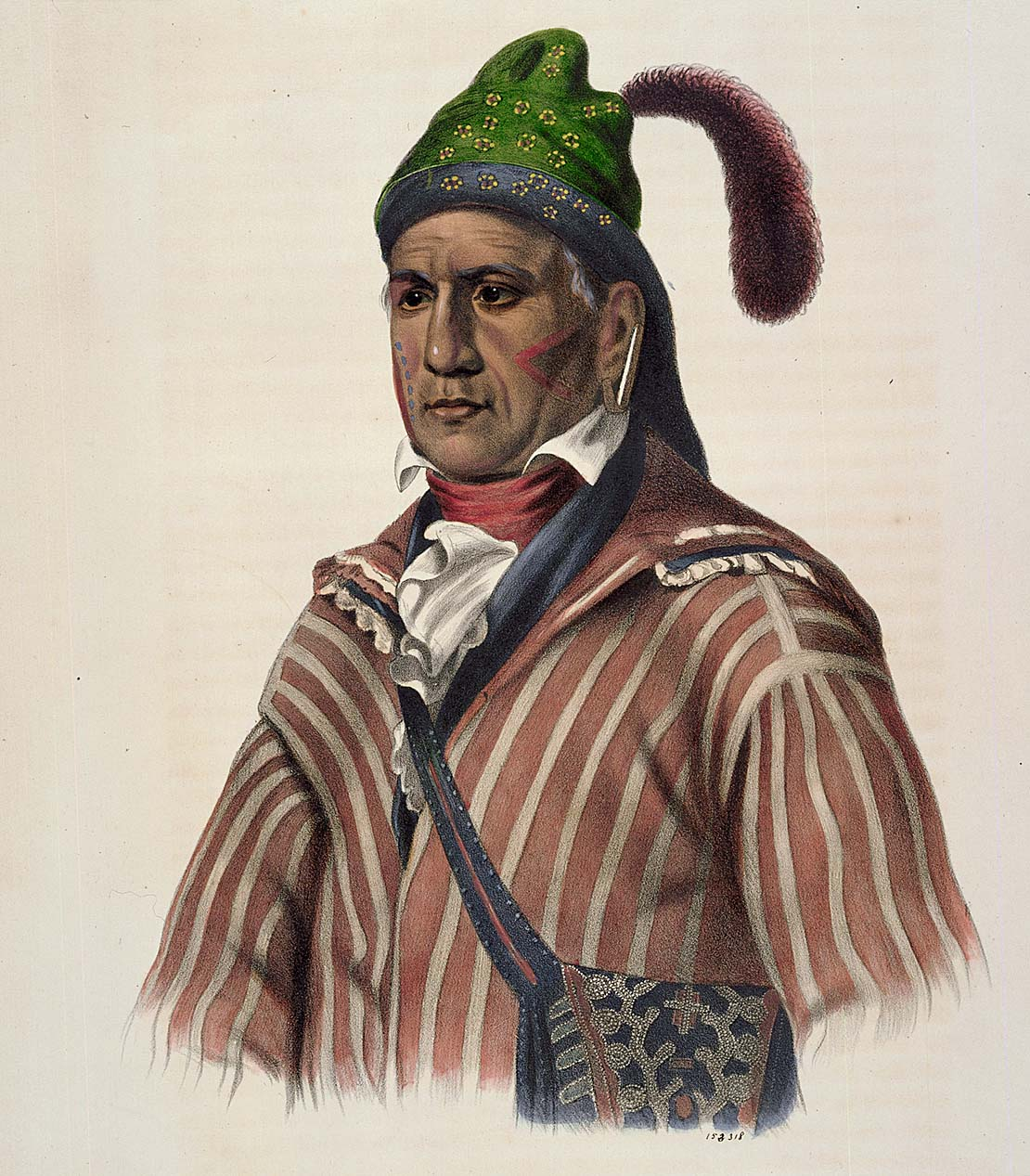
梅納瓦是紅棍主要領袖之一。戰後，他繼續反對白人奪取馬斯科吉土地，於1826年到華府表達對《印第安泉條約》的不滿。由查爾斯·伯德·金所繪，1837年。

1813年–1814年克里克內戰，又稱為「紅棍戰爭」，最初是馬斯科吉族內的內戰，後來捲入1812年戰爭。受到肖尼族領袖特庫姆塞和本身族內宗教領袖所啟發，加上受到英國貿易商鼓勵，上克里克人支持了紅棍運動，主要人物有威廉·韋瑟福德（紅鷹）、彼得·麥昆，以及梅納瓦。他們與英國聯盟，對抗白人入主他們的領土和對抗印第安事務官班傑明·霍金斯所執行的「文明化政策」，而與支持霍金斯的主要克里克人領袖發生衝突，尤其是霍金斯的最大盟友、下克里克酋長威廉·麦金托什。這些反對紅棍，尋求與白人和平共處的族人，被稱為「白棍」（White Sticks）。內戰爆發前，紅棍嘗試秘密行事，瞞著傳統的酋長。隨著1812年8月特庫姆塞加入英軍攻奪底特律堡的行動，他們變得更加大膽。
1813年2月，一小隊由「小戰士」帶領的紅棍在離開底特律後，沿著鴨河，在今天納許維爾附近屠殺了兩個家庭。霍金斯要求馬斯科吉人交出「小戰士」和他的六個部下。但馬斯科吉人並不是將殺人犯交給聯邦政府，而是在「大戰士」和其他老酋長決定下處死了他們。這個決定成為馬斯科吉人內戰的導火線。
第一場衝突發生於1813年7月21日，米姆斯堡（莫比爾以北）的美軍攔截了帶著軍火離開西佛羅里達的一隊紅棍，這些軍火從西班牙彭薩科拉總督獲得。紅棍逃走了，而美軍就撿獲這些軍火，給了時間紅棍重整並發動奇襲，迫使美軍撤退。這件事稱為「Burnt Corn戰役」，使美軍參與了克里克內戰，而馬斯科吉人視之為一個好跡象，他們其實可以打敗白人。
1813年8月30日，「紅鷹」威廉·韋瑟福德帶領紅棍進攻米姆斯堡，白人定居者及其印第安盟友已經在這裡集結。紅棍突襲了堡壘並屠殺男女老幼。他們只放過黑奴，抓他們為戰利品。在印第安人於堡壘殺害大約250–500人之後，整個美國西南方前沿的定居者陷入了恐懼。雖然紅棍贏了這個戰役，他們輸掉整個戰爭。
米姆斯堡大屠殺後兩天又發生了規模較小的金貝爾-詹姆斯大屠殺。
出現如此災難性事件的唯一解釋就是上克里克領袖以為打美國就像打其他克里克部落一樣。而當時奪取米姆斯堡比起Burnt Corn戰役是更大的勝利。
紅棍的勝利使美國東南部充滿恐懼，「記住米姆斯堡！」的口號在想要復仇的公眾當中流行起來。當美軍陷於北方應付加拿大的英軍，田納西州、喬治亞州和密西西比領地的民兵被派去入侵上克里克市鎮。他們得到印第安人加盟，包括威廉·麦金托什所領導的下克里克人以及切羅基人。紅棍面對敵眾我寡、裝備落後，以及距離加拿大和海岸太遠而得不到英國援助的情況，陷入了苦戰。1814年3月27日，安德魯·傑克森將軍的田納西州民兵，在美軍第39步兵團以及下克里克人和切羅基人戰士的支持下，於塔拉普薩河的蹄鐵灣之戰打垮紅棍。即使紅棍已經徹底被擊敗，戰死約3000名上克里克戰士，其殘餘勢力仍然支持了多個月。
1814年8月，紅棍於威屯卡（在今阿拉巴馬州蒙哥馬利附近）向傑克森投降。1814年8月9日，馬斯科吉人被迫簽署《傑克森堡條約》。戰爭結束，馬斯科吉人需要割讓2千萬畝（81000平方公里）——超過一半的傳統疆域——給美國政府。就算曾經與傑克森並肩作戰的族人都要接受割地，因為傑克森認為他們要為允許紅棍叛亂負責。阿拉巴馬州的建立大多使用原本紅棍的領地，於1819年加入美國。
許多馬斯科吉人不願投降並逃往佛羅里達。他們與其他殘餘部落結合，成為塞米諾爾人。後來馬斯科吉人參與了塞米諾爾戰爭的雙方。

### 塞米諾爾戰爭
克里克戰爭後遷入佛羅里達的紅棍難民使塞米諾爾族人口增加了兩倍，加強了該部落的馬斯科吉族特色。1814年，英軍登陸西佛羅里達開始武裝塞米諾爾人。英國人在阿巴拉契科拉河上的展望崖建立了強大的要塞，並於1812年戰爭結束後的1815年，將它連同內部物資（火槍、彈藥、火藥、火炮、炮彈）交給當地人：塞米諾爾人和馬龍人（退走的奴隸）。數百馬龍人組成了「殖民地海軍陸戰隊」（Corps of Colonial Marines），他們經過軍事訓練，雖然是粗淺的，以及有紀律（不過英國人已經離開了）。塞米諾爾人只想返回村落，所以要塞落入馬龍人之手。後來南方種植園主稱之為「黑人堡壘」（Negro Fort），經過口耳相傳在黑奴之中變得知名——一個就在附近的自由黑人之地，還擁有槍械，就如海地。支持蓄奴的白人種植園主正確地感覺到它的存在激發了被壓迫的非裔美國人逃跑或反叛，於是他們向美國政府抱怨。馬龍人沒有接受過操作堡壘大砲的訓練，所以1816年美國將軍安德魯·傑克森快速地破壞了堡壘。此前美方通知了西班牙總督移除要塞，但西班牙方資源非常有限，總督表示沒有採取行動的命令。這場戰役，「黑人堡壘之戰」，著名和壯觀但卻很悲慘，被譽為“美國歷史上最致命的砲火”。
塞米諾爾人繼續歡迎出逃黑奴和掠奪美國定居者，致使美國於1817年宣戰。次年，安德魯·傑克森將軍率領一支包括 1000多名下克里克戰士在內的軍隊入侵佛羅里達。他們摧毀了塞米諾爾城鎮並佔領了彭薩科拉。這迫使西班牙於1819年簽署《亞當斯－奧尼斯條約》，將佛羅里達割讓給美國。1823年，塞米諾爾酋長組成使團會面新的美國佛羅里達州總督，反對把塞米諾爾人併入上下克里克人的提案，原因之一是下克里克人有意奴役塞米諾爾黑人。塞米諾爾人同意遷入佛羅里達州內陸中部的保護區。

### 印第安泉條約
酋長威廉·麦金托什曾經與美國在克里克內戰和第一次塞米諾爾戰爭並肩作戰。他的同名父親卻是保皇黨，曾經將一個希奇蒂族支派收編到英軍。麦金托什從未見過他的白人父親。他出身於喬治亞州種植園主精英家庭，戰後他成為富裕的棉花種植園主。因為他的母親，他出身於顯赫的克里克風氏家族。克里克人行著母系制度，出身與繼承都是經母系傳承。他也跟亞歷山大·麥吉利夫雷和威廉·韋瑟福德兩個克里克混血兒有關聯。
在1810年代末和1820年代初，麥金托什幫助創建了一個名為“法律修整者”的中央化警察部隊，制定了成文法律，並組建了國家克里克議會。在年代後期，他開始認為遷移已經不可避免。1821年，他與其他酋長在第一次《印第安泉條約》割讓了弗林特河以東的下克里克地盤，並獲得締約地點的1000畝（4平方公里）土地。他在當地建立了酒店吸引旅客到當地溫泉。
克里克族議會因應此舉，立例將往後割地族人判死刑。喬治亞州定居者持續湧入印第安人地盤，尤其是在北喬治亞發現黃金之後。1825年，麥金托什與他的表兄，支持印第安人遷移政策的喬治亞州州長喬治·特勞普在他的酒店內簽訂第二次《印第安泉條約》。還有六名下克里克酋長簽訂條約。該條約割讓了僅餘的下克里克土地給喬治亞州，並撥出大量資金將馬斯科吉人重新安置到阿肯色河。它直接向麥金托什提供了同樣大筆的付款。
四月，年邁的紅棍梅納瓦帶著200個法律修整者依例處決麥金托什。他們燒毀他查特胡奇河上游的種植園。克里克族議會派出使團前往華盛頓抗議1825年條約。他們說服總統約翰·昆西·亞當斯視該條約無效，並談判達成條款更佳的《華盛頓條約》（1826年）。儘管不用西遷，但仍然要割地給喬治亞州，並獲得200000美元賠償。特勞普無視新條約，執意要將馬斯科吉人逐出喬治亞州，且不予賠償。在亞當斯要脅聯邦介入時他還動員州民兵。

## 文化
馬斯科吉文化在幾百年間經過劇烈的演變，混合了大量歐裔美國人影響；當然，與西班牙、法國和英格蘭之間的互動也大大塑造了它。他們以快速融入現代文化而聞名，又建立文字，又轉型到自耕農生產，又在他們的社會容納白人和黑人。馬斯科吉族持續保存「chaya」習俗和保持住生動的部落身份，通過諸如年度節日、棒球比賽和語言課程等活動。踩踏舞和綠玉米節是受重視的聚會和儀式。

### 氏族
一個家庭包括的是互有血緣關係的人，而一個氏族就是包括所有來自同一氏族構成的後裔。類似其他美國原住民部落，克里克人是母系社會。每個人都歸入其母親的氏族。遺產經母系傳承。世襲的酋長皆出自特定氏族。
生父在家庭制度都有重要地位，但必須要來自與女方不同的氏族。但是，在氏族裡面，會是由母親的兄弟（與母親最近血緣的人）擔當孩子，尤其是男孩，的主要教師、守護人、訓導長和榜樣。氏族成員不會看血緣，只要同屬一個氏族就會看大家是一家人。例如，年紀相近的氏族成員會互稱「兄弟姐妹」，即使他們素未謀面。
因為這個系統，由白人父親所生的克里克人都屬於母親的氏族和相應的部落社會。高檔的酋長女兒往往視嫁給歐裔商人更為有利，他們能夠為家庭提供貨物。克里克人相信為年輕人提供西式教育就能夠給他們管理殖民主義之下的新局勢，保存克里克人的文化。
馬斯科吉氏族如下：
- Bear Clan (Muklasalgi, Nokosalgi),
- Beaver Clan (Itamalgi, Isfanalgi, Itchhasuaigi),
- Bird Clan (Fusualgi),
- Bog Potato Clan (Ahalakalgi),
- Cane Clan (Kohasalki),
- Deer Clan (Itchualgi),
- Fish Clan (Hlahloalgi),
- Fox Clan (Tsulalgi),
- Hickory-Nut Clan (Odshisalgi),
- Maize Clan (Aktayatsalgi, Atchialgi),
- Mole Clan (Takusalgi),
- Otter Clan (Osanalgi),
- Panther Clan (Chukotalgi, Katsalg),
- Raccoon Clan (Wahlakalgi, Wotkalgi),
- Salt Clan (Okilisa, Oktchunualgi),
- Skunk Clan (Kunipalgi),
- Toad Clan (Pahosalgi, Sopaktalgi),
- Turtle Clan (Locvlke) – related to Wind Clan
- Wild-Cat Clan (Koakotsalgi),
- Wind Clan (Hutalgalgi),
- Wolf Clan (Yahalgi)[38] – related to Bear Clan.

### 服飾
古時馬斯科吉人穿著由編織植物材料或動物皮製成的衣服。在夏季，他們更喜歡用樹皮、草或蘆葦編織的輕質面料。 在嚴酷的冬天，他們使用動物皮毛來取暖。
在17世紀，馬斯科吉人採用了歐洲時尚和材料的一些元素。布料比鹿皮更輕、顏色更鮮豔，很快成為整個地區流行的貿易商品。各種圖案和質地的貿易布料使馬斯科吉婦女能夠開發新的服裝款式，提供給男女老幼。他們將鈴鐺、絲帶、玻璃珠和鏡子等歐洲貿易物品融入服裝中。

### 語言
克里克語屬於穆斯科格語系，在19世紀初的拓荒者中廣為使用，例如歷史學家吉迪恩·林斯肯都懂得克里克語。該語言與喬克托語有關，有些詞的發音相同。

## 註解
1. ↑   (PDF). census.gov.   [2015-02-07]. （原始内容存档 (PDF)于2018-06-19）.
2. ↑  世界民族译名手册
3. 1 2  Transcribed documents （页面存档备份，存于） Sequoyah Research Center and the American Native Press Archives
4. ↑  Fogelson ix
5. ↑  Mahon, pp. 187–189.
6. ↑  . Omniglot.   [2018-05-30]. （原始内容存档于2020-04-07）.
7. ↑  
Walter, Williams. . . Athens, Georgia: University of Georgia Press. 1979: 7–10.
8. 1 2  Prentice, Guy. . Southeast Chronicles. 2003  [February 11, 2008]. （原始内容存档于2008-04-17）.
9. ↑  
Finger, John R. . Indiana University Press. 2001: 19. ISBN 0-253-33985-5.
10. ↑  William Bartram, Travels through North and South Carolina, Georgia, East and West Florida, the Cherokee Country, the Extensive Territories of the Muscogulges or Creek Confederacy, and the Country of the Chactaws (2nd edition), London 1794, pp. 52–53
11. ↑  William Bartram, Travels through North and South Carolina, Georgia, East and West Florida, the Cherokee Country, the Extensive Territories of the Muscogulges or Creek Confederacy, and the Country of the Chactaws (2nd edition), London 1794, p. 54
12. ↑  About North Georgia. . Golden Ink. 1994–2006  [May 2, 2008]. （原始内容存档于2001-06-04）.
13. ↑  Saunt, Claudio. . . Cambridge University Press. 1999: 38–63. ISBN 0521660432.
14. 1 2 3  Saunt, Claudio. . Cambridge University Press. 1999. ISBN 0521660432.
15. ↑  
Gentleman of Elva. . . Kallman Publishing Co. (1968), Translated by Buckingham Smith. 1557. ASIN B000J4W27Q.
16. ↑  Ethridge, Robbie. . . The University of North Carolina Press. 2003: 93. ISBN 0-8078-5495-6.
17. ↑  Isham, Theodore and Blue Clark. "Creek (Mvskoke)." 的存檔，存档日期July 20, 2010，. Oklahoma Historical Society's Encyclopedia of Oklahoma History and Culture. Retrieved August 20, 2012.
18. ↑  Creek Towns （页面存档备份，存于） (accessed May 12, 2010).
19. ↑  "Creek Indian Leaders （页面存档备份，存于）." New Georgia Encyclopedia （页面存档备份，存于）. Accessed May 12, 2010.
20. ↑  Walker 390
21. ↑  "Mary Musgrove （页面存档备份，存于）," Georgia Encyclopedia Online （页面存档备份，存于） (accessed May 12, 2010).
22. ↑  "Creek Indians （页面存档备份，存于）," New Georgia Encyclopedia （页面存档备份，存于） (accessed May 12, 2010).
23. ↑  Kokomoor, Kevin. . Georgia Historical Quarterly. 2014, 98 (4): 300  [February 14, 2018].
24. ↑  Forbs, Gerald, "The Origin of the Seminole Indians 的存檔，存档日期May 9, 2008，.," p. 108, Chronicles of Oklahoma, Vol. 15, No. 1, March 1937.
25. 1 2  Heidler, David S.; Heidler, Jeanne T.  revised. Stackpole Books. 2003. ISBN 0807128678.
26. ↑  Frank, Andrew K. . Lincoln: University of Nebraska Press. 2005: 4  [May 26, 2018]. ISBN 0803220162. （原始内容存档于2022-03-19）.
27. ↑  Edward Cashin The King's Ranger: Thomas Brown and the American Revolution on the Southern Frontier Pg. 130
28. ↑  .   [2022-02-03]. （原始内容存档于2013-10-15）.
29. ↑  . South East Indian Tribes.   [February 24, 2019]. （原始内容存档于2022-03-19）.
30. ↑  Chris Kimball, "W.A. Bowles" （页面存档备份，存于）, Southern History
31. 1 2  
Perdue, Theda. . . The University of Georgia Press. 2003: 51. ISBN 0-8203-2731-X.
32. ↑  
Remini, Robert. . . History Book Club. : 201. ISBN 0-9650631-0-7.
33. ↑  
Remini, Robert. . . History Book Club. : 258. ISBN 0-9650631-0-7.
34. ↑  Miller, Eric. . Eric Mille. 1994  [May 2, 2008]. （原始内容存档于2012-03-21）.
35. ↑  "The Creeks." 的存檔，存档日期November 18, 2005，. War of 1812" People and Stories. (retrieved December 5, 2009)
36. ↑  Adams, 777–778
37. ↑  Administrative staff. . Explore Southern History. Old Kitchen Media. July 27, 2016  [May 15, 2018]. （原始内容存档于September 14, 2017）.
38. 1 2  . AAANativeArts.com. 1999–2005  [August 11, 2010]. （原始内容存档于2010-02-01）.

## 延伸閱讀
- Braund, Kathryn E. Holland  (1993). Deerskins & Duffels: The Creek Indian Trade with Anglo-America, 1685–1815. Lincoln, NE: University of Nebraska Press.
- Jackson,Harvey H. III (1995). Rivers of History-Life on the Coosa, Tallapoosa, Cahaba and Alabama. Tuscaloosa, AL: University of Alabama Press.
- Kokomoor, Kevin (2019). Of One Mind and of One Government: The Rise and Fall of the Creek Nation in the Early Republic. Lincoln, NE: University of Nebraska Press.
- Perdue, Theda. Chapter 2: "Both White and Red," in Mixed Blood Indians: Racial Construction in the Early South, The University of Georgia Press. p. 51. ISBN 0-8203-2731-X.
- Swanton, John R. (1922). Early History of the Creek Indians and their Neighbors. Washington, DC: US Government Printing Office.
- Swanton, John R. (1928). "Social Organization and the Social Usages of the Indians of the Creek Confederacy," in Forty-Second Annual Report of the Bureau of American Ethnology. Washington, DC: US Government Printing Office. Pages 23–472.
- Walker, Willard B. (2004). "Creek Confederacy Before Removal," in Raymond D. Fogelson (ed.), Handbook of North American Indians, Vol. 14: Southeast. Washington, DC: Smithsonian Institution.
- Winn, William W. (2015). The Triumph of Ecunnau-Nuxulgee: Land Speculators, George M. Troup, State Rights, and the Removal of the Creek Indians from Georgia and Alabama, 1825–38. Macon, GA: Mercer University Press.
- Worth, John E. (2000). "The Lower Creeks: Origins and Early History," in Bonnie G. McEwan (ed.), Indians of the Greater Southeast: Historical Archaeology and Ethnohistory. Gainesville, FL: University Press of Florida. Pages 265–298.

## 外部連結
- Muscogee (Creek) Nation of Oklahoma （页面存档备份，存于）, official site
- Poarch Band of Creek Indians （页面存档备份，存于）, official site
- Creek Nation Indian Territory Project
- Creek (Muskogee) by Kenneth W. McIntosh – Encyclopedia of North American Indians
- History of the Creek Indians in Georgia （页面存档备份，存于）
- Comprehensive Creek Language materials online
- Southeastern Native American Documents, 1763–1842 （页面存档备份，存于）.
- New Georgia Encyclopedia entry （页面存档备份，存于）
- Encyclopedia of Alabama article （页面存档备份，存于）
- Creek (Mvskoke) （页面存档备份，存于）, Encyclopedia of Oklahoma History and Culture
- Seven Chestnuts （页面存档备份，存于） historical marker
- .  (第11版). London. 1911.
- .  (第11版). London. 1911.